# Burila Mică
Burila Mică – wieś w Rumunii, w okręgu Mehedinți, w gminie Gogoșu. W 2011 roku liczyła 833 mieszkańców.